# Блэк, Тарик
Тарик Бернард Блэк (англ. Tarik Bernard Black; род. 22 ноября 1991 года, Мемфис, Теннесси, США) — американский профессиональный баскетболист, играющий на позиции центрового во французском клубе «АСВЕЛ».

## Профессиональная карьера

### Хьюстон Рокетс (2014)
После того, как Тарик Блэк не был выбран на драфте НБА 2014 года, Блэк присоединился к «Хьюстон Рокетс» для участия в летней лига НБА 2014 года. 27 августа 2014 года он подписал контракт с «Хьюстон Рокетс». 26 декабря 2014 года контракт был расторгнут, за «Рокет» Блэк отыграл 25 игр.

### Лос-Анджелес Лейкерс (2014—2017)
28 декабря 2014 года, Блэк присоединился к «Лос-Анджелес Лейкерс». 3 января 2015 года он был переведён в клуб Д-Лиги «Лос-Анджелес Ди-Фендерс». Однако уже на следующий день был возвращён обратно. 10 апреля 2015 года он провёл лучшую игру в сезоне в выигранном матче против «Миннесоты Тимбервулвз» со счётом 106—98, Блэк набрал 18 очков и сделал 10 подборов. В течение сезона 2015/16 Блэк неоднократно отправлялся в «Лос-Анджелес Ди-Фендерс».
24 августа 2016 года Блэк переподписал контракт с «Лейкерс». 1 июля 2017 года он был отчислен «Лейкерс».

### Возвращение в Хьюстон (2017—2018)
17 июля 2017 года Блэк подписал контракт с «Хьюстон Рокетс».

### Маккаби (Тель-Авив) (2018—2020)
20 августа 2018 года Блэк подписал однолетнее соглашение с израильской командой «Маккаби» (Тель-Авив) из Евролиги. 5 апреля 2019 года Блэк набрал максимальные в карьере 23 очка, реализовав 10 из 12 с игры, и сделал семь подборов в поражении от «Фенербахче». 12 апреля 2019 года Блэк принял участие в Игре всех звезд израильской лиги 2019 года, набрав 15 очков и сделав пять подборов. Блэк выиграл с «Маккаби» титул чемпиона израильской лиги и получил место во второй сборной Всеизраильской лиги по итогам сезона.
18 июня 2019 года Блэк подписал с «Маккаби» двухлетний контракт (с опцией выкупа до 30 июля). Блэк покинул команду 23 мая 2020 года.

### Зенит (2021)
14 января 2021 года Блэк подписал контракт с петербургским «Зенитом», выступающим в Единой лиге ВТБ и Евролиге. 20 июля 2021 года Блэк расстался с российским клубом.

### Гранд-Рапидс Голд (2021—2022)
27 сентября 2021 года Блэк подписал контракт с «Денвер Наггетс». Впоследствии Блэк присоединился к «Гранд-Рапидс Голд» в качестве игрока филиала. В 15 матчах он набирал в среднем 11,5 очка, 7,9 подбора, 2,1 передачи и 1,3 блока за игру.

### Бахчешехир Колежи (2022)
27 февраля 2022 года Блэк подписал контракт с «Бахчешехир Колежи» из турецкой баскетбольной Суперлиги (BSL).

### Олимпиакос (2022—2023)
31 июля 2022 года Блэк подписал однолетнее соглашение с «Олимпиакосом» из греческой Баскетбольной лиги и Евролиги. В 35 матчах Евролиги он набирал в среднем 4,4 очка и 1,7 подбора, играя около 10 минут за матч. Кроме того, в 19 домашних матчах он набирал в среднем 8,8 очка и делал 4 подбора, играя около 16 минут за встречу. 5 июля 2023 года он был отпущен из клуба.

### Реджана (2024)
12 февраля 2024 года Блэк подписал контракт с итальянским клубом «Реджана» из Lega Basket Serie A (LBA).

### АСВЕЛ (2024—настоящее время)
11 июля 2024 года Блэк подписал контракт с французским клубом «АСВЕЛ».

## Достижения
- Обладатель Кубка Европы ФИБА: 2021/2022
- Бронзовый призёр Единой лиги ВТБ: 2020/2021
- Чемпион Израиля: 2018/2019
- Бронзовый призёр чемпионата России: 2020/2021

## Статистика

### Статистика в НБА
| Сезон                                                                                    | Команда | Регулярный сезон | Регулярный сезон | Регулярный сезон | Регулярный сезон | Регулярный сезон | Регулярный сезон | Регулярный сезон | Регулярный сезон | Регулярный сезон | Регулярный сезон | Регулярный сезон | Серия плей-офф | Серия плей-офф | Серия плей-офф | Серия плей-офф | Серия плей-офф | Серия плей-офф | Серия плей-офф | Серия плей-офф | Серия плей-офф | Серия плей-офф | Серия плей-офф |
| Сезон                                                                                    | Команда | GP               | GS               | MPG              | FG%              | 3P%              | FT%              | RPG              | APG              | SPG              | BPG              | PPG              | GP             | GS             | MPG            | FG%            | 3P%            | FT%            | RPG            | APG            | SPG            | BPG            | PPG            |
| ---------------------------------------------------------------------------------------- | ------- | ---------------- | ---------------- | ---------------- | ---------------- | ---------------- | ---------------- | ---------------- | ---------------- | ---------------- | ---------------- | ---------------- | -------------- | -------------- | -------------- | -------------- | -------------- | -------------- | -------------- | -------------- | -------------- | -------------- | -------------- |
| 2014/15                                                                                  | Хьюстон | 25               | 12               | 15,7             | 54,2             | 0,0              | 51,7             | 5,1              | 0,3              | 0,2              | 0,1              | 4,2              | Не участвовал  | Не участвовал  | Не участвовал  | Не участвовал  | Не участвовал  | Не участвовал  | Не участвовал  | Не участвовал  | Не участвовал  | Не участвовал  | Не участвовал  |
| 2014/15                                                                                  | Лейкерс | 38               | 27               | 21,1             | 58,9             | 0,0              | 56,2             | 6,3              | 0,9              | 0,3              | 0,6              | 7,2              | Не участвовал  | Не участвовал  | Не участвовал  | Не участвовал  | Не участвовал  | Не участвовал  | Не участвовал  | Не участвовал  | Не участвовал  | Не участвовал  | Не участвовал  |
| 2015/16                                                                                  | Лейкерс | 39               | 0                | 12,7             | 54,8             | 0,0              | 42,2             | 4,0              | 0,4              | 0,4              | 0,5              | 3,4              | Не участвовал  | Не участвовал  | Не участвовал  | Не участвовал  | Не участвовал  | Не участвовал  | Не участвовал  | Не участвовал  | Не участвовал  | Не участвовал  | Не участвовал  |
| 2016/17                                                                                  | Лейкерс | 67               | 16               | 16,3             | 51,0             | 50,0             | 75,2             | 5,1              | 0,6              | 0,4              | 0,7              | 5,7              | Не участвовал  | Не участвовал  | Не участвовал  | Не участвовал  | Не участвовал  | Не участвовал  | Не участвовал  | Не участвовал  | Не участвовал  | Не участвовал  | Не участвовал  |
| 2017/18                                                                                  | Хьюстон | 51               | 2                | 10,5             | 59,1             | 9,1              | 46,0             | 3,2              | 0,3              | 0,4              | 0,6              | 3,5              | 7              | 0              | 2,7            | 25,0           | 0,0            | 0,0            | 0,9            | 0,3            | 0,0            | 0,1            | 0,3            |
|                                                                                          | Всего   | 220              | 57               | 15,1             | 55,0             | 14,3             | 58,2             | 4,7              | 0,5              | 0,4              | 0,5              | 4,9              | 7              | 0              | 2,7            | 25,0           | 0,0            | 0,0            | 0,9            | 0,3            | 0,0            | 0,1            | 0,3            |
| Наведите курсор мыши на аббревиатуры в заголовке таблицы, чтобы прочесть их расшифровку. |         |                  |                  |                  |                  |                  |                  |                  |                  |                  |                  |                  |                |                |                |                |                |                |                |                |                |                |                |

### Статистика в Джи-Лиге
| Сезон                                                                                    | Команда                 | Регулярный сезон | Регулярный сезон | Регулярный сезон | Регулярный сезон | Регулярный сезон | Регулярный сезон | Регулярный сезон | Регулярный сезон | Регулярный сезон | Регулярный сезон | Регулярный сезон | Серия плей-офф | Серия плей-офф | Серия плей-офф | Серия плей-офф | Серия плей-офф | Серия плей-офф | Серия плей-офф | Серия плей-офф | Серия плей-офф | Серия плей-офф | Серия плей-офф |
| Сезон                                                                                    | Команда                 | GP               | GS               | MPG              | FG%              | 3P%              | FT%              | RPG              | APG              | SPG              | BPG              | PPG              | GP             | GS             | MPG            | FG%            | 3P%            | FT%            | RPG            | APG            | SPG            | BPG            | PPG            |
| ---------------------------------------------------------------------------------------- | ----------------------- | ---------------- | ---------------- | ---------------- | ---------------- | ---------------- | ---------------- | ---------------- | ---------------- | ---------------- | ---------------- | ---------------- | -------------- | -------------- | -------------- | -------------- | -------------- | -------------- | -------------- | -------------- | -------------- | -------------- | -------------- |
| 2014/15                                                                                  | Лос-Анджелес Ди-Фендерс | 1                | 1                | 33,2             | 64,3             | 0,0              | 83,3             | 12,0             | 3,0              | 0,0              | 0,0              | 23,0             | Не участвовал  | Не участвовал  | Не участвовал  | Не участвовал  | Не участвовал  | Не участвовал  | Не участвовал  | Не участвовал  | Не участвовал  | Не участвовал  | Не участвовал  |
| 2015/16                                                                                  | Лос-Анджелес Ди-Фендерс | 8                | 8                | 32,2             | 57,4             | 0,0              | 60,5             | 11,8             | 1,0              | 0,8              | 2,3              | 16,4             | Не участвовал  | Не участвовал  | Не участвовал  | Не участвовал  | Не участвовал  | Не участвовал  | Не участвовал  | Не участвовал  | Не участвовал  | Не участвовал  | Не участвовал  |
|                                                                                          | Всего                   | 9                | 9                | 32,3             | 58,3             | 0,0              | 63,6             | 11,8             | 1,2              | 0,7              | 2,0              | 17,1             | Не участвовал  | Не участвовал  | Не участвовал  | Не участвовал  | Не участвовал  | Не участвовал  | Не участвовал  | Не участвовал  | Не участвовал  | Не участвовал  | Не участвовал  |
| Наведите курсор мыши на аббревиатуры в заголовке таблицы, чтобы прочесть их расшифровку. |                         |                  |                  |                  |                  |                  |                  |                  |                  |                  |                  |                  |                |                |                |                |                |                |                |                |                |                |                |

### Статистика в колледже
| Сезон                                                                                   | Команда | GP  | GS | MPG  | FG%  | 3P% | FT%  | RPG | APG | SPG | BPG | PPG  |  |
| --------------------------------------------------------------------------------------- | ------- | --- | -- | ---- | ---- | --- | ---- | --- | --- | --- | --- | ---- |  |
| 2010/11                                                                                 | Мемфис  | 35  | 24 | 22,6 | 52,8 | 0,0 | 58,7 | 5,0 | 0,3 | 0,8 | 1,6 | 9,1  |  |
| 2011/12                                                                                 | Мемфис  | 35  | 31 | 25,6 | 68,9 | 0,0 | 59,4 | 4,9 | 0,2 | 0,6 | 1,5 | 10,7 |  |
| 2012/13                                                                                 | Мемфис  | 32  | 5  | 20,7 | 58,9 | 0,0 | 44,8 | 4,8 | 0,4 | 0,7 | 0,6 | 8,1  |  |
| 2013/14                                                                                 | Канзас  | 33  | 15 | 13,5 | 69,2 | 0,0 | 60,0 | 3,9 | 0,3 | 0,3 | 0,5 | 5,5  |  |
|                                                                                         | Всего   | 135 | 75 | 20,7 | 61,4 | 0,0 | 55,5 | 4,7 | 0,3 | 0,6 | 1,1 | 8,4  |  |
| Наведите курсор мыши на аббревиатуры в заголовке таблицы, чтобы прочесть их расшифровку |         |     |    |      |      |     |      |     |     |     |     |      |  |

### Статистика в других лигах
| Сезон                                                                                   | Команда             | Лига              | GP | GS | MPG  | FG%  | 3P% | FT%   | RPG | APG | SPG | BPG | PPG  |  |
| 2018/19                                                                                 | Все клубы           | Все лиги          | 61 | 55 | 19,9 | 66,7 | 0,0 | 63,7  | 5,8 | 1,0 | 0,6 | 1,0 | 9,9  |  |
| 2018/19                                                                                 | Маккаби (Тель-Авив) | Чемпионат Израиля | 34 | 30 | 18,8 | 64,8 | 0,0 | 58,8  | 6,1 | 1,2 | 0,6 | 1,3 | 9,0  |  |
| 2018/19                                                                                 | Маккаби (Тель-Авив) | Евролига          | 26 | 24 | 21,5 | 69,5 | 0,0 | 68,4  | 5,4 | 0,7 | 0,5 | 0,8 | 11,0 |  |
| 2018/19                                                                                 | Маккаби (Тель-Авив) | Турнир в Задаре   | 1  | 1  | 17,4 | 50,0 | 0,0 | 100,0 | 8,0 | 1,0 | 4,0 | 0,0 | 9,0  |  |
| 2019/20                                                                                 | Все клубы           | Все лиги          | 17 | 17 | 20,2 | 60,6 | 0,0 | 66,1  | 4,9 | 1,4 | 0,6 | 0,8 | 8,9  |  |
| 2019/20                                                                                 | Маккаби (Тель-Авив) | Евролига          | 11 | 11 | 19,7 | 61,8 | 0,0 | 69,6  | 4,8 | 1,0 | 0,8 | 0,7 | 9,1  |  |
| 2019/20                                                                                 | Маккаби (Тель-Авив) | Чемпионат Израиля | 6  | 6  | 21,2 | 59,0 | 0,0 | 50,0  | 5,2 | 2,0 | 0,3 | 0,8 | 8,5  |  |
|                                                                                         |                     | Всего             | 78 | 72 | 20,0 | 65,4 | 0,0 | 64,3  | 5,6 | 1,1 | 0,6 | 1,0 | 9,7  |  |
| Наведите курсор мыши на аббревиатуры в заголовке таблицы, чтобы прочесть их расшифровку |                     |                   |    |    |      |      |     |       |     |     |     |     |      |  |